# Diplectrona meridionalis
Diplectrona meridionalis là một loài Trichoptera trong họ Hydropsychidae. Chúng phân bố ở miền Cổ bắc.